# Poker en 2017
Cet article résume les événements liés au monde du poker en 2017.

## Tournois majeurs

### World Series of Poker 2017
Pour la première fois depuis 2007, la table finale du Main Event n'est pas disputée en novembre, mais en juillet après une pause de deux jours dans le tournoi,.
Scott Blumstein remporte le Main Event.

### World Series of Poker Europe 2017
Marti Roca remporte le Main Event.

### World Poker Tour Saison 15
| Étape                             | Vainqueur           |
| --------------------------------- | ------------------- |
| Borgata Winter Poker Open         | Daniel Weinman      |
| Playground                        | Ema Zajmovic        |
| Fallsview Poker Classic           | Darren Elias        |
| LA Poker Classic                  | Daniel Strelitz     |
| Bay 101                           | Samuel Panzica      |
| Rolling Thunder                   | Michael Del Vecchio |
| Seminole Hard Rock Poker Showdown | Tony Sinishtaj      |
| Seminole Hard Rock Poker Finale   | Ryan Riess          |
| Tournament of Champions           | Daniel Weinman      |

### World Poker Tour Saison 16
| Étape                            | Vainqueur         |
| -------------------------------- | ----------------- |
| Pékin                            | Pete Chen         |
| Amsterdam                        | Daniyar Aubakirov |
| Choctaw                          | Jay Lee           |
| Legends of Poker                 | Artur Papazyan    |
| Borgata Poker Open               | Guoliang Chen     |
| Maryland Live                    | Artur Papazyan    |
| Bounty Scramble                  | Paul Petraglia    |
| Montréal                         | Maxime Heroux     |
| Five Diamond World Poker Classic | Ryan Tosoc        |

### PokerStars Championship Saison 1
| Étape       | Vainqueur            |
| ----------- | -------------------- |
| Bahamas     | Christian Harder     |
| Panama      | Kenneth Smaron       |
| Macao       | Elliot Smith         |
| Monte-Carlo | Raffaelle Sorrentino |
| Sotchi      | Pavel Shirshikov     |
| Barcelone   | Sebastian Sorensson  |
| Prague      | Kalidou Sow          |

| Étape       | Vainqueur        |
| ----------- | ---------------- |
| Bahamas     | Luc Greenwood    |
| Panama      | Steve O'Dwyer    |
| Macao       | Sosia Jiang      |
| Monte-Carlo | Julian Stuer     |
| Sotchi      | Maksim Pisarenko |
| Barcelone   | Ronny Kaiser     |
| Prague      | Danny Tang       |

| Étape       | Vainqueur     |
| ----------- | ------------- |
| Bahamas     | Jason Koon    |
| Panama      | Ben Tollerene |
| Macao       | Steve O'Dwyer |
| Monte-Carlo | Bryn Kenney   |
| Sotchi      | non disputé   |
| Barcelone   | Igor Kurganov |
| Prague      | Timothy Adams |

### PokerStars Festival Saison 1
| Étape      | Vainqueur              |
| ---------- | ---------------------- |
| New Jersey | Jason Acosta           |
| Londres    | Rehman Kassam          |
| Rozvadov   | Petr Svoboda           |
| Chili      | Christopher Franco     |
| Marbella   | Ignacio De Maturana    |
| Corée      | Taehoon Han            |
| Lille      | Philippe Le Touche     |
| Manille    | Uday Bansal            |
| Bucarest   | Sam Grafton            |
| Uruguay    | Julio Belluscio        |
| Dublin     | Gary McGinty           |
| Sotchi     | Aleksandr Merzhvinskiy |
| Hambourg   | Ulrich Pauls           |

| Étape      | Vainqueur        |
| ---------- | ---------------- |
| New Jersey | Jack Duong       |
| Londres    | Joe Johnson      |
| Rozvadov   | Boris Kuzmanovic |
| Chili      | Leo Fernández    |
| Marbella   | Oriol Vaquero    |
| Corée      | Boyuan Qu        |
| Lille      | Olli Autio       |
| Manille    | Peter Plater     |
| Bucarest   | Or Patreanu      |
| Uruguay    | Juan Garcia      |
| Dublin     | Max Silver       |
| Sotchi     | Kiryl Radzivonau |
| Hambourg   | Andre Haneberg   |

### Aussie Millions Poker Championship 2017
Shurane Vijayaram remporte le Main Event et Nick Petrangelo le High Roller.

## Poker Hall of Fame
Phil Ivey et Dave Ulliott sont intronisés.

## Divers
Le 15 décembre, lors de la dernière étape de la saison inaugurale du PokerStars Championship, à Prague, PokerStars annonce le retour de l'European Poker Tour, de l'Asia Pacific Poker Tour et du Latin American Poker Tour, mettant fin au PokerStars Championship,.